# توری براگ فیبری
توری براگ فیبرینوعی بازتابنده توزیع شده براگ است که در قسمت کوچکی از فیبر نوری ساخته می‌شود که طول موج خاصی از نور را بازتاب می‌کند و بقیه طول موج‌ها را عبور می‌دهد. این اثر با ایجاد یک تغییر متناوب در ضریب شکست مغزی فیبر، که یک آینه دی الکتریک بازتابنده یک طول موج مشخص را تولید می‌کند، ایجاد می‌شود؛ بنابراین توری براگ فیبری به عنوان فیلترنوری هم خط برای مسدود کردن طول موج‌های خاص یا برای بازتابنده یک طول موج خاص استفاده می‌شود.

## پیشینه
اولین توری براگ فیبری در سال ۱۹۷۸ توسط کن هیل (Ken Hill) به نمایش گذاشته شد. در ابتدا، توری به وسیله یک لیزر مرئی که در طول مغزی فیبر منتشر می‌شد ساخته شد. جرالد ملتز و همکارانش روش منعطف تر نوشتن تمام نگاری عرضی که نور لیزر از یک سمت فیبر وارد می‌شود را ارائه کردند. این تکنیک از تداخل الگوی نور لیزر ماورای بنفش برای ایجاد ساختار تناوبی توری استفاده می‌کند.

## ساخت
توری‌های براگ به وسیله حک کردن یا نوشتن تغییرات منظم ضریب شکست (متناوب یا غیر متناوب) داخل مغزی یک نوع خاص فیبر نوری با استفاده از یک منبع ماورای بنفش(UV) مانند لیزر UV ایجاد می‌شود. دو روند عمده که استفاده می‌شود: تداخل و پوشش. بسته به نوع توری یکی از روش‌ها رجحان دارد. فیبر با آلایش ژرمانیوم حساس به نور است، یعنی ضریب شکست مغزی با تابش نور فرابنفش تغییر می‌کند. مقدار تغییر ضریب شکست وابسته به شدت و طول زمان تابش و همچنین حساسیت فیبر به نور است. برای نوشتن یک توری براگ فیبری با بازتابندگی بالا باید سطح آلاییدگی ژرمانیوم بالا باشد. با این وجود؛ اگر حساسیت زیاد باشد می‌توان فیبرهای استاندارد را با غوطه ور ساختن فیبر در هیدروژن به کار برد. اخیراً، توری‌های براگ فیبری در فیبرهای پلیمری نیز نوشته می‌شوند.

### تداخل
اولین روش ساخت گسترده توری‌های براگ فیبری تداخل بود و از تداخل دو پرتو استفاده می‌شد. در این روش نور فرابفش به دو پرتو تبدیل می‌شود که با هم تداخل می‌کند و توزیع شدت متناوبی را در طول الگوی تداخل ایجاد می‌کند. ضریب شکست فیبر برحسب میزان شدتی که تابش می‌شود تغییر می‌کند. این روش باعث تغییر سریع وآسان طول موج براگ می‌شود که مستقیماً به دوره تداخل و تابع زاویه فرودی نور لیزر وابسته است.

### ماسک نوری
ماسک نوری که مشخصات توری تعیین شده را دارد نیز در تولید توری‌های براگ فیبری استفاده می‌شود. ماسک نوری بین چشمه نور فرابنفش و فیبرحساس به نور به کار می‌رود. سایه ماسک نوری ساختار توری را بر اساس شدت نوری عبوری که به فیبر برخورد می‌کند، تعیین می‌کند. ماسک نوری در ساخت توری‌های براگ فیبری چرپ شده، که به روش تداخل نمی‌توان آن‌ها را ساخت، به کار می‌رود.

### نقطه به نقطه
از یک تک پرتو لیزر فرابنفش نیز برای نوشتن توری در فیبر به‌طور نقطه به نقطه می‌توان استفاده کرد. در این روش لیزر پرتو باریکی دارد که برابر با دوره توری است. این روش برای ساخت توری فیبری با دوره تناوب بلند به کار می‌رود. این روش برای ساخت توری‌های شیب دار استفاده می‌شود.

### تولید
در ابتدا، تولید فیبر نوری حساس به نور و نوشتن توری براگ فیبری به صورت مجزا انجام می‌شد. امروزه، خطوط تولید عموماً فیبر را از شکل‌دهی تا نوشتن توری در یک مرحله می‌کشند. برای کاهش قیمت و زمان، تولید انبوه توری‌های براگ فیبری نیز وجود دارد. تولید انبوه به‌طور خاص در کاربردهای ساختارهای هوشمند که از تعداد زیادی (۳۰۰۰) توری‌های براگ فیبری جا گرفته در طول تک فیبر استفاده می‌شود را آسان می‌کند.

## تئوری
اصل اساسی که در پس FBG نهفته است، بازتاب فرنل است. جایی که نور بین دو محیط با ضریب شکست مختلف در مرز دو محیط هم بازتاب و هم شکست رخ می‌دهد.
ضریب شکست عموماً در یک طول مشخص تغییر می‌کند. طول موج بازتابی ({\displaystyle \lambda _{B}})که طول موج براگ نامیده می‌شود، با رابطه زیر به دست می‌آید:
{\displaystyle \lambda _{B}=2n_{e}\Lambda \,}
ضریب شکست مؤثر توری در مغزی فیبر و{\displaystyle \Lambda } دوره توری است. ضریب شکست مؤثر سرعت انتشار نور در مقایسه با سرعتش در خلأ، تعیین می‌شود.{\displaystyle n_{e}} نه تنها به طول موج بلکه به مدهایی که در آن نور منتشر می‌شود (موجبر چند مدی) بستگی دارد. به همین دلیل ضریب مد نیز نامیده می‌شود.
فاصله بین اولین مینیمم طول موج (صفرهاٍ در شکل ۲ ببینید)، یا پهنای باند ({\displaystyle \Delta \lambda })، (درحد توری‌های قوی) توسط رابطه زیر داده می‌شود:
{\displaystyle \Delta \lambda =\left[{\frac {2\delta n_{0}\eta }{\pi }}\right]\lambda _{B}}
که {\displaystyle \delta n_{0}} تغییر ضریب شکست ({\displaystyle n_{3}-n_{2}})است، و {\displaystyle \eta } کسر توان در مغزی فیبر است. توجه کنید که این تقریب برای توری‌های ضعیف، که طول توری،{\displaystyle L_{g}}، در مقایسه با {\displaystyle \lambda _{B}} \ {\displaystyle \delta n_{0}} بزرگ نباشد اعمال نمی‌شود.
قله بازتاب ({\displaystyle P_{B}(\lambda _{B})}) به‌طور تقریبی به وسیله رابطه زیر داده می‌شود:
{\displaystyle P_{B}(\lambda _{B})\approx \tanh ^{2}\left[{\frac {N\eta (V)\delta n_{0}}{n}}\right]}
که {\displaystyle N} تعداد تغییرات متناوب است. معادله کل برای توان بازتابی({\displaystyle P_{B}(\lambda )})داده می‌شود:
{\displaystyle P_{B}(\lambda )={\frac {\sinh ^{2}\left[\eta (V)\delta n_{0}{\sqrt {1-\Gamma ^{2}}}N\Lambda /\lambda \right]}{\cosh ^{2}\left[\eta (V)\delta n_{0}{\sqrt {1-\Gamma ^{2}}}N\Lambda /\lambda \right]-\Gamma ^{2}}}}
که
{\displaystyle \Gamma (\lambda )={\frac {1}{\eta (V)\delta n_{0}}}\left[{\frac {\lambda }{\lambda _{B}}}-1\right]}

## انواع توری‌ها
عبارت «نوع» در این متن به مکانیزم حساسیت نوری که فرانژهای توری را در فیبر تولید می‌کند مربوط می‌شود. روش‌های مختلف ایجاد این فرانژها تأثیر بسزایی روی خواص فیزیکی توری‌های تولید شده، بخصوص پاسخ دهی دمایی و قابلیت مقاومت در دماهای زیاد دارد. تاکنون، پنج (یا شش) نوع FBG (توری براگ فیبری) با مکانیزم‌های حساسیت به نور مختلف گزارش شده است. انواع آن‌ها در زیر خلاصه شده است:
1. توری‌های استاندارد یا توری نوعI
2. توری‌های نوعIA
3. توری‌های نوعIIA
4. توری‌های باز تولیدی
5. توری نوعII

## ساختار توری
ساختار توری براگ فیبری می‌تواند با ضریب شکست یا دوره توری تغییر کند. دوره توری ممکن است یکنواخت یا مدرج، یا جایگزیده یا در یک ساختار بزرگی توزیع شده باشد. این ضریب شکست دو مقدار اولیه دارد، پروفایل ضریب شکست، و دامنه. معمولاً پروفایل ضریب شکست یکنواخت یا اپودایز شده است، و مبدأ ضریب شکست مثبت یا صفر می‌باشد. شش شاختار رایج برای توری‌های براگ فیبری وجود دارد؛#  تغییر یکنواخت مثبت تنها در ضریب شکست
1. اپودایز شده به صورت گوسی
2. اپودایز شده به صورت کسینوسی برجسته
3. چرپ
4. تغییر فاز گستته
5. ساختاربزرگ

### توری‌های اپودایز شده
دو کمیت اصلی برای کنترل خصوصیات توری براگ فیبری وجود دارد.
این کمیت‌ها طول توری،{\displaystyle L_{g}}، که به صورت زیر داده می‌شود:
{\displaystyle L_{g}=N\Lambda \,}
و قدرت توری،{\displaystyle \delta n_{0}} {\displaystyle \eta }، هستند. با این حال سه خصوصیت در توری‌های براگ فیبری باید کنترل شوند، بازتاب، پهنای باند، و قدرت لبه‌های جانبی هستند. همان‌طور که در بالا نشان داده شده، در حد توری قوی (یعنی{\displaystyle \delta n_{0}}بزرگ) پهنای باند به قدرت توری بستگی دارد، نه به طول توری؛ یعنی قدرت توری برای تعیین پهنای باند بکار می‌رود. طول توری، {\displaystyle N} مؤثر، می‌تواند برای تعیین پیک بازتاب، که به دو عامل قدرت توری و طول توری وابسته است، به کار رود. نتیجه آن این است که قدرت لبه‌های جانبی قابل کنترل نیست، و این بهینه‌سازی ساده لبه‌های جانبی قابل ملاحظه‌ای را نتیجه می‌دهد. کمیت سوم را می‌توان به کمک حذف لبه‌های جانبی تغییر داد. این کار اپودایز کردن تغییر ضریب شکست است. عبارت اپودایز به دسته‌بندی ضریب شکست به سمت صفر در انتهای توری اشاره دارد. توری‌های اپودایز شده بهبود قابل ملاحظه‌ای را در حذف لبه‌های جانبی با حفظ بازتاب و پهنای باند باریک ایجاب می‌کند. دو تابعی که عموماً برای اپودایز کردن توری‌های براگ فیبری به کار می‌روند تابع گوسی و کوسینوسی برآمده هستند.

### توری‌های براگ فیبری چرپ
پروفایل ضریب شکست توری ممکن است به گونه‌ای تنظیم شود که مشخصه‌های دیگر را اضافه کند، مانند تغییر دادن خطی در دوره توری، به این پروفایل چرپ می‌گویند. طول موج بازتابی با دوره توری تغییر می‌کند و طیف بازتابی پهن می‌شود. یک توری چیرپ ویژگی افزایش پاشندگی را دارد، یعنی زول موج‌های مختلف با تأخیر زمانی متفاوت از توری بازتاب می‌شوند. این ویژگی در توسعه سیستم‌های آنتن آرایه‌ای فازی و جبران پاشندگی مد قطبشی به کار می‌رود.

### توری‌های براگ فیبری اریب
در توری‌های براگ فیبری استاندارد، تغییر ضریب شکستدر طول فیبر (محور نوری) عموماً در راستای عرض فیبر یکنواخت است. در توری‌های براگ فیبری اریب (TFBG) تغییر ضریب شکست با محور نوری زاویه دارد. این زاویه شیب در توری براگ فیبری اریب روی طول موج بازتابی و پهنای باند تأثیر دارد.

### توری‌های براگ فیبری با تناوب بلند
معمولاً دوره توری هم اندازه طول موج براگ است. برای یک توری با استفاده ازضریب شکست ۱٫۵ که در nm 1500 بازتاب می‌کند، دوره توری 500 nm است. دوره‌های بلندتر را می‌توان به کار برد تا پاسخ‌های پهن تری نسبت به توریهای براگ فیبری استاندارد بدست آورد. این توری‌ها، توری‌های دوره بلند نامیده می‌شوند. معمولاً دوره این توری‌ها از مرتبه ۱۰۰ میکرومتر تا یک میلی‌متر است و بنابراین ساخت آن‌ها آسان‌تر است.

## کاربردها

### ارتباطات
اولین کاربرد توری‌های براگ فیبری در سیستم‌های ارتباطات نوری است. آن‌ها خصوصاً در فیلترهای دندانه‌ای استفاده می‌شوند. از آن‌ها در تهسیم‌کننده‌ها و تقسیم‌کننده‌های نوری با یک چرخاننده نوری یا تقسیم‌کننده‌های حذف و اضافه(OADM) استفاده می‌شود. شکل ۵، ۴ کانال را نشان می‌دهد، که به وسیله یک چرخاننده نوری به توری براگ فیبری مرتبط است. توری براگ فیبری طوری تنظیم شده است که یکی از کانال‌ها را بازتاب کند، در اینجا کانال ۴. سیگنال بازتابی به چرخاننده بر می‌گردد و به پایین هدایت می‌شود و از سیستم خارج می‌گردد. چون این سیگنال از سیستم خارج شده است، سیگنال دیگری را می‌توان روی این کانال در همان نقطه در شبکه اضافه کرد.
تقسیم‌کننده با قرارگرفتن چند بخش حذف شونده متوالی که هر جزء حذف از یک توری براگ فیبری برای قرار دادن یک طول موج در تقسیم‌کننده استفاده می‌کند به دست می‌آید. به‌طور معکوس تسهیم‌کننده با قرار گرفتن چند بخش اضافه شونده متوالی OADM به دست می‌آید. تقسیم‌کننده‌ها و OADMهای توری براگ فیبری تنظیم پذیر هستند. در یک تقسیم‌کننده و OADM تنظیم پذیر، طول موج براگ توری براگ فیبری به وسیله کرنش اعمالی به یک مبدل پیزوالکتریک تنظیم می‌شود.

### حسگرهای توری براگ فیبری
علاوه بر کرنش، توری براگ به دما نیز حساس است. این حساست بدین معناست که توری براگ فیبری را به عنوان عنصر حساس در حسگرهای فیبر نوری می‌توان به کار برد. در حسگرهای فیبر نوری، نمونه مورد اندازه‌گیری باعث تغییر در طول موج براگ {\displaystyle \Delta \lambda _{B}} می‌شود. تغییر نسبی در طول موج براگ،{\displaystyle \Delta \lambda _{B}/\lambda _{B}}، به خاطر کرنش اعمالی ({\displaystyle \epsilon })و تغییر در دما ({\displaystyle \Delta T})به‌طور تقریبی با معادله زیر داده می‌شود:
{\displaystyle \left[{\frac {\Delta \lambda _{B}}{\lambda _{B}}}\right]=C_{S}\epsilon +C_{T}\Delta T}
یا
{\displaystyle \left[{\frac {\Delta \lambda _{B}}{\lambda _{B}}}\right]=(1-p_{e})\epsilon +(\alpha _{\Lambda }+\alpha _{n})\Delta T}
در اینجا{\displaystyle C_{S}} ضریب کرنش است که به ضریب کرنش نوری {\displaystyle p_{e}} مربوط می‌شود. همچنین{\displaystyle C_{T}} ضریب دماست که از ضریب نمایی دمایی فیبر نوری {\displaystyle \alpha _{\Lambda }} و ضریب گرمانوری {\displaystyle \alpha _{n}} تشکیل می‌شود.
توری‌های براگ فیبری را می‌توان مستقیماً به عنوان عنصر حساس در حسگرهای فیبری به کار برد. همچنین می‌توان از آن‌ها به عنوان عناصر مبدل، تبدیل خروجی حسگرهای دیگر، که تغییر دما و کرنش نمونه مورد اندازه‌گیری را تولید می‌کند، استفاده کرد؛ مثلاً حسگرهای گاز توری براگ فیبری از یک پوشش جاذب استفاده می‌کند، که در صورت وجود انبساط گاز کرنشی ایجاد می‌کند، که به وسیله توری قابل اندازه‌گیری است. از لحاظ فنی، مواد جاذب عناصر حساس هستند که میزان گاز را به کرنش تبدیل می‌کنند. سپس توری براگ کرنش را به تغییر طول موج تبدیل می‌کند.
توری‌های براگ فیبری خصوصاً برای استفاده در کاربردهای تجهیزاتی مانند حسگرهای فشار و لرزه‌شناسی برای محیط‌های نامطلوب و به عنوان حسگرهای درون چاه در چاه‌های نفت و گاز برای اندازه‌گیری اثرات فشار بیرونی، دما، ارتعاشات لرزه‌شناسی و اندازه‌گیری شار خطی به کار می‌رود. این حسگرها مزیت‌های قابل ملاحظه‌ای بر وسایل رایج الکترونیکی که برای این کاربردها استفاده می‌شدند و حساسیت کمتری به ارتعاشات و گرما داشتند دارند.